# Рика (Јајце)
Рика је насељено мјесто у Босни и Херцеговини у општини Јајце које административно припада Федерацији Босне и Херцеговине. Према попису становништва из 1991. у насељу је живјело 901 становника.

## Становништво
| Националност       | 1991.        | 1981.        | 1971.        |
| Хрвати             | 591 (65,59%) | 495 (63,05%) | 433 (62,66%) |
| Срби               | 281 (31,18%) | 220 (28,02%) | 213 (30,82%) |
| Муслимани          | 5 (0,55%)    | 0            | 39 (5,64%)   |
| Југословени        | 18 (1,99%)   | 4 (0,50%)    | 3 (0,43%)    |
| остали и непознато | 6 (0,66%)    | 66 (8,40%)   | 3 (0,43%)    |
| Укупно             | 901          | 785          | 691          |

## Извор
- Хасан Золић, одг. ур., Национални састав становништва: резултати за Републику по општинама и насељеним мјестима 1991., Статистички билтен 234., Државни завод за статистику Републике Босне и Херцеговине, Сарајево, децембар/просинац 1993. (URL)
- интернет-извор: „Попис по мјесним заједницама“ — https://web.archive.org/web/20131005002409/http://www.fzs.ba/Podaci/nacion%20po%20mjesnim.pdf